# Агатин
Агатин (др.-греч. Ἀγαθῖνος), древнегреческий врач, живший в I веке нашей эры, основатель новой медицинской школы, которой он дал название Эклектики.
Родом из Спарты, по-видимому, жил в I веке нашей эры, так как он был учеником Афинея Атталийского и наставником Архигена. Говорят, что однажды у него случился приступ бреда, вызванный бессонницей, от которого он был избавлен своим учеником Архигеном, который порекомендовал делать ему припарки головы большим количеством теплого масла.
Агатина часто цитирует Гален, который упоминает его среди пневматиков. Ни одно из его сочинений не сохранилось. Точные взгляды его школы неизвестны, но они, вероятно, были почти такими же, как у Эклектиков.